# Mohammad Hassan Akhund
Mohammad Hassan Akhund (pashto: محمد حسن اخوند, født mellem 1945 og 1950 eller mellem 1955 og 1958) er en afghansk mullah, politiker og Talibanleder, der er premierminister i Afghanistan. Akhund er en af grundlæggene af Taliban og er et af bevægelsens ledende medlemmer. I den første Taliban-regering (1996–2001) var han udenrigsminister og vice-premierminister.

## Opvækst og uddannelse
Akhund er fra Kandahar-provinsen i det sydlige Afghanistan. FN opgiver to mulige tidspunkter for hans fødsel, det ene mellem 1945–1950 og det andet mellem 1955–1958.

Han har studeret ved forskellige islamiske seminarier i Afghanistan. I modsætning til mange andre Taliban-ledere, deltog han ikke i krigen mod Sovjetunionen i 1980'erne.

## Politisk karriere
Akhund er et af de ældste ledende medlemmer af Taliban og havde tætte forbindelser til Talibans første leder Mohammed Omar. Under Taliban regering i 1996–2001 fungerede han som udenrigsminister fra 1998 til den 27. oktober 1999, og var også vice-premierminister i Taliban-regeringen. Som mange andre højtstående Taliban-medlemmer, er han pålagt sanktioner som følge af hans medvirken til at lade terrorgrupper operere i Afghanistan.
Under Krigen i Afghanistan (2001-2021) var Akhund medlem af Talibans lederskab, Quetta Shura. Fra 2013 var han leder af Talibans forsyningstjeneste og leder af Talibanbevægelsens rekruttering.
Da Taliban vendte tilbage til magten i 2021, blev Akhund udpeget til midlertidig premierminister. Udpegelsen af Akhund blev set som et kompromis mellem Talibans moderate og mere ekstreme fløje. He took office on 7 September 2021.